# Кванмёнсон-1
Кванмёнсон-1 (кор. 광명성 1호?, 光明星一號? — «Яркая звезда-1») — первый из серии искусственных спутников Земли КНДР, был запущен ракетой-носителем «Пэктусан-1» 31 августа 1998 года с космодрома Мусудан-ни (Тонхэ).
4 сентября 1998 года Центральное телевидение КНДР и Центральное телеграфное агентство Кореи (ЦТАК) объявили, что 31 августа КНДР запустила искусственный спутник Земли. Информационные службы КНДР объявили, что:

Почтовая марка КНДР в честь запуска спутника «Кванмёнсон-1»

«ракета стартовала в направлении 86 градусов со стартовой площадки в районе деревни Мунсудан-ни уезда Хвадэ в провинции Хамгён-Пукто, что соответствует географическим координатам примерно 40,52° с. ш. и 129,45° в. д., в 12:07 31 августа 87 года Чучхе, и правильно вывела спутник на орбиту в 12 ч 11 мин 53 секунды, через 4 мин 53 сек [после старта]». Согласно тексту сообщения, «ракета состоит из трех ступеней. Первая ступень отделилась от ракеты через 95 секунд после старта и упала в открытые воды Восточного моря Кореи в 253 км от стартовой площадки, в точке с координатами 40°51' с. ш. 139°40' в. д. Вторая ступень открыла капсулу [видимо, имеется в виду сброс головного обтекателя] через 144 секунды, отделилась от ракеты через 266 секунд, после чего упала в открытые воды Тихого океана в 1646 км от стартовой площадки, в точке 40°13' с. ш. 149°07' в. д. Третья ступень вывела спутник на орбиту через 27 секунд после отделения от второй ступени
<…>

Спутник оборудован необходимыми измерительными приборами. Он внесет вклад в развитие научных исследований для мирного использования космического пространства. Он также способствует подтверждению расчетной основы для запуска практических спутников в будущем. В настоящее время спутник передает мелодию бессмертных революционных гимнов „Песня о полководце Ким Ир Сене“ и „Песня о полководце Ким Чен Ире“ и сигналами азбуки Морзе „Чучхе, Корея“ на частоте 27 МГц».
По данным Космического командования США и Системы контроля космического пространства России, специалисты этих организаций не наблюдали космический объект на орбитальных траекториях, которые могли бы коррелировать с северокорейскими заявлениями. Более того, радиопередачи в диапазоне 27 МГц, соответствующих передачам спутника, также не принимались радиоприёмниками официальных служб и радиолюбителей. Специалисты склоняются к мнению, что запуск трёхступенчатой ракеты с целью выведения спутника на орбиту был неудачным.
КНДР настаивает, что спутник был выведен успешно и якобы проработал на орбите в течение 2 лет.
На Выставке достижений Трёх революций (аналог ВДНХ в КНДР) спутнику и «результатам» его полёта посвящён специальный павильон.